# Anna Maria węgierska
Anna Maria węgierska (ur. 1204; zm. 1237) – królewna węgierska, żona cara Bułgarii.

## Życiorys
Anna była córką króla Węgier Andrzeja II i jego pierwszej żony Gertrudy z Meran.
Do małżeństwa Anny z carem bułgarskim doszło w wyniku negocjacji pomiędzy władcami obydwu państw. Król węgierski po powrocie z wyprawy krzyżowej w 1218 roku zastał kraj w stanie anarchii. Problemy wewnętrzne skłoniły go do zapewnienia sobie pokoju z rosnącą w siłę Bułgarią poprzez wydanie za cara bułgarskiego jednej z córek i oddanie zabranych Bułgarii kilka lat wcześniej za panowania cara Boriła ziem belgradzkiej i braniczewskiej. W styczniu 1221 Anna poślubiła cara Bułgarii Iwana Asena II. W wianie ojciec przekazał zięciowi sporne terytoria. Przed ślubem Anna przyjęła chrzest w cerkwi prawosławnej oraz imię Marii. 
Z małżeństwa Anny Marii i Iwana Asena narodziło się kilkoro dzieci, m.in.:
- Helena, żona Teodora II Laskarysa,
- Tamara, narzeczona Michała VIII Paleologa,
- Koloman I Asen, car Bułgarii w latach 1241-1246[1],
- Piotr, zm. 1237

Anna Maria zmarła wraz z najmłodszym synem w czasie epidemii dżumy, która nawiedziła Bułgarię w 1237 roku. Car Iwan Asen II, który w tym czasie oblegał wspólnie z łacinnikami i Kumanami grecką twierdzę Tzurullon uznał śmierć najbliższych za karę Bożą za złamanie przymierza z cesarzem nicejskim Janem III Watatzesem. Odstąpił spod obleganej twierdzy. Zerwał sojusz z łacinnikami i nawiązał ponownie przymierze z Grekami. Anna Maria została pochowana w cerkwi Św. Czterdziestu Męczenników w Tyrnowie.